# A Manly Man
A Manly Man est un film muet américain réalisé par Thomas H. Ince et sorti en 1911.

## Fiche technique
- Réalisation : Thomas H. Ince
- Chef-opérateur : Tony Gaudio
- Production : Carl Laemmle
- Durée : 10 minutes
- Date de sortie : États-Unis : 27 février 1911

## Distribution
- William E. Shay
- Mary Pickford
- Isabel Rea
- Charles Arling
- Owen Moore